# Palatul Augarten
Palatul Augarten este un palat în stil baroc aflat în districtul Leopoldstadt din Viena, Austria.  Construit la sfârșitul secolului al XVII-lea de Johann Bernhard Fischer von Erlach pe locul unui castel de vânătoare și grădinile adiacente, palatul și grădinile au fost extinse în secolul al XIX-lea sub împăratul Franz Joseph al Austriei. În ciuda avariilor suferite în timpul celui de-al Doilea Război Mondial, palatul a fost menținut aproape în aspectul lui original iar o mare parte din mobilierul și decorațiunile originale mai există și astăzi. În prezent, palatul găzduiește Corul de Băieți din Viena, care au aici o sală de repetiții și o școală. Palatul este localizat în parcul Augarten de 52 hectare, care este cea mai veche grădină în stil baroc din Viena.

## Istoric
Până în secolul al XVIII-lea, actualul district Leopoldstadt era acoperit de păduri care erau folosite de curtea imperială ca zonă de vânătoare. În 1614, împăratul Matia I a construit aici un castel de vânătoare. În 1649, împăratul Ferdinand al III-lea a adăugat o grădină în stil olandez. Sub succesorul său, împăratul Leopold I, zona Augarten a început să fie locuită de nobili și călugării carmelitani, devenind ulterior parte a Vienei. Leopold I, care a dat numele districtului, a adăugat o mare grădină în stil baroc în jurul castelului de vânătoare al predecesorilor săi. În 1683, în timpul celui de-al doilea asediu al Vienei, trupele otomane au folosit zona ca bază militară și, la sfârșitul războiul, întreaga grădină a fost complet distrusă.
În 1688 castelul de vânătoare a fost vândut omului de afaceri Zacharias Leeb, care l-a angajat pe Johann Bernhard Fischer von Erlach să construiască un palat. Parcul Augarten a rămas în posesia Împăratului. Palatul a fost finalizat în 1692, având inițial numele de "Palatul Leeb". În deceniile următoare, palatul a fost extins și remodelat de câteva ori, având mai mulți proprietari. În 1712, împăratul Carol al VI-lea l-a angajat pe grădinarul peisagist francez Jean Trehet să reproiecteze grădina barocă în stil francez.
În 1780 palatul a ajuns în posesia lui Iosif al II-lea. Până la începutul secolului al XX-lea a rămas în posesia Casei de Habsburg. În această perioadă, în special în secolul al XIX-lea, a găzduit numeroase baluri. Printre oaspeții din acele vremuri s-au numărat Richard Wagner și Franz Liszt.
Cel mai mare bal la palat a avut loc în 1873 cu ocazia Expoziției Universale de la Viena; printre oaspeți s-au numărat împăratul Franz Joseph al Austriei și țarul Alexandru al II-lea al Rusiei. În 1897 palatul fost remodelat de familia arhiducelui Otto, nepotul împăratului Franz Joseph.
Din 1934 până în 1936 palatul a fost locuit de Cancelarul Austriei, Kurt Schuschnigg. În timpul celui de-al Doilea Război Mondial, palatul a fost puternic avariat, dar a fost complet restaurat după război. În 1948 a fost oferit Corului de Băieți din Viena. Astăzi, palatul, la fel ca și restul complexului Augarten, se află în posesia statului austriac.